# Haripad
Haripad es una ciudad censal situada en el distrito de Alappuzha en el estado de Kerala (India). Su población es de 15588 habitantes (2011). Se encuentra a 30 km de Alappuzha.

## Demografía
Según el censo de 2011 la población de Haripad era de 15588 habitantes, de los cuales 7262 eran hombres y 8326 eran mujeres. Haripad tiene una tasa media de alfabetización del 96,88%, superior a la media estatal del 94%: la alfabetización masculina es del 98,10%, y la alfabetización femenina del 95,84%.